# Marc St-Onge
Pour les articles homonymes, voir St-Onge.
Marc St-Onge est un documentariste, concepteur, réalisateur et producteur québécois.

## Biographie
Commençant sa carrière en publicité, Marc St-Onge conçoit, réalise et produit plusieurs magazines et séries documentaires diffusées sur plusieurs chaînes canadiennes (Télé-Québec, Radio-Canada, CBC, TVA, Canal D, Historia). 
Son travail a été maintes fois salué par aux Prix Gémeaux.

## Réalisations
- Le Rebut Global (2004)
- Que reste-t-il? (2003)
- Les Orgues Casavant (2001)
- La Dominion corset (2001)
- La Citadelle de Québec (2001)
- Le Vieux pen (2000)
- La Grande illusion (2000-2001)
- Zone X (1998-1999)
- Fleurs et jardins (1995 à 1998)